# Фонтане (Парма)
Фонтане је насеље у Италији у округу Парма, региону Емилија-Ромања.
Према процени из 2011. у насељу је живело 128 становника. Насеље се налази на надморској висини од 58 м.